# James McClean
James McClean (ur. 22 kwietnia 1989 w Londonderry) – irlandzki piłkarz pochodzenia północnoirlandzkiego, grający na pozycji pomocnika dla klubu z EFL League Two Wrexham. W latach 2012–2023 wielokrotny reprezentant Irlandii. Uczestnik Mistrzostw Europy 2012 i 2016.

## Kariera
Urodził się na terenie Irlandii Północnej. Seniorską karierę zaczynał w Institute F.C., następnie był zawodnikiem Derry City F.C. Latem 2011 został zawodnikiem angielskiego Sunderlandu (zapłacono za niego 350 000 funtów), w pierwszym składzie debiutował w grudniu tego roku. W maju 2012 został powołany do 23 osobowej kadry na Mistrzostwa Europy w Piłce Nożnej 2012 przez selekcjonera Giovanniego Trapattoniego, co wywołało protesty w kraju jego urodzenia, a samemu piłkarzowi grożono – McClean wcześniej występował w młodzieżowej reprezentacji Irlandii Północnej. W reprezentacji Irlandii zadebiutował 29 lutego 2012 w spotkaniu z Czechami.